# Pogo (canal de televisão)
Pogo é um canal indiano de televisão a cabo e satélite de propriedade da Warner Bros. Discovery India sob sua divisão internacional Cartoon Network India, como canal irmão complementar. O conteúdo do canal é voltado para crianças indianas e transmite principalmente conteúdo local.

## História
O canal Pogo foi lançado oficialmente em 1º de janeiro de 2004 pela Turner International India. Transmitindo animação e live-actions, Pogo é a rede de entretenimento infantil exclusiva da Turner para a Índia. É operado pela WarnerMedia Entertainment Networks Ásia-Pacífico e atua como canal complementar do Cartoon Network India. Quando lançado, o canal transmitia principalmente programas como Tweenies, Beakman's World e Looney Tunes.
Pogo transmitiu principalmente anime, programas americanos e outros programas estrangeiros, bem como algumas séries indianas. De 2019 a 2020, o canal mudou seu foco para a animação indiana.
Se tornou o terceiro canal infantil mais assistido em todos os gêneros com o TRP em dezembro de 2020.
Na Tailândia, Pogo estava disponível como um bloco de duas horas no Family Channel 13. No Paquistão, Pogo está disponível como um bloco no Cartoon Network. 